# S.P.A.S.
System kompleksowej aktywnej samoobrony S.P.A.S. – system przetrwania (sztuka walki) cywilów w warunkach napadu kryminalnego o różnym stopniu zagrożenia, oraz przetrwania w warunkach zamieszek oraz zagrożenia atakami terrorystycznymi. System kompleksowej aktywnej samoobrony S.P.A.S. (Special Practical (utilitarian) Army System), jak wynika z nazwy, ma wojskowe korzenie. System powstał podczas służby w wojsku jednego z jego twórców, Konstantina Voyushina, który po odejściu ze służby zaadaptował go do potrzeb cywilów. System znany w swej obecnej postaci rozwija się od 2000 roku.
S.P.A.S. składa się z następujących elementów:
- koncepcji bezpieczeństwa osobistego
- walki wręcz / samoobrona
- walki nożem / w tym sportowej walki nożem
- walki bronią podręczną
- walki z wykorzystaniem cywilnej broni palnej w krytycznym i subkrytycznym dystansie walki.

Obecność tak szerokiego arsenału środków prowadzenia walki w systemie, który ze swojej istoty jest systemem dla cywilów, była spowodowana gwałtownym wzrostem przestępności ulicznej na terenach krajów WNP (Wspólnota Niepodległych Państw) w okresie od połowy lat dziewięćdziesiątych do początku lat 2000. 

## Koncepcja Bezpieczeństwa Osobistego[3]
Koncepcja bezpieczeństwa osobistego S.P.A.S. (KBO) to zestaw algorytmów zachowania osoby cywilnej podczas różnych sytuacji krytycznych związanych z zagrożeniem jej życia lub zdrowia. Szczególną uwagę koncepcja ta zwraca na aspekt prawny. Naturalnym jest, że koncepcja jest modyfikowana w zależności od sytuacji prawnej i tradycji przyjętej w państwach, w których jest ona stosowana. Część praktyczna KBO opiera się o cztery algorytmy, które określa się jako punkty kontrolne bezpieczeństwa osobistego. Opierając się na tych punktach w sytuacji niebezpieczeństwa człowiek wybiera najskuteczniejszą formę działań obronnych w zaistniałej sytuacji.

## Walka wręcz[4]
Walka wręcz S.P.A.S. łączy w sobie zestaw nawyków pracy uderzeniowej i chwytanej w: 
- stójce (uderzenia i obalenia)
- na ziemi (element graplerski oraz praca uderzeniowa w parterze)
- przeciwdziałanie obaleniu i rzucaniu
- praca przeciw uzbrojonemu przeciwnikowi
- przeciwdziałanie grupie napastników
- walka w grupie (parami[5] i trójkami)
- walka w zamkniętej przestrzeni (transport, winda, klatka schodowa)
- obrona osób towarzyszących

Szczególnym rozdziałem systemu S.P.A.S. jest praca z wykorzystaniem trzech schematów (ucieczka, odejście i wejście) oraz walka w dystansie krytycznym, tzw. bliskim dystansie, w którym przebiega większość konfliktów ulicznych, gdy brak jest pola do manewru (w przestrzeni ograniczonej) i w różnych warunkach środowiskowych (słaba widoczność, słaba przyczepność, nierówna podłoga, niewygodne ubranie itd.).
Poza standardowym arsenałem technik obrony, uderzeń i rzutów, które występują w większości systemów walki wręcz, system S.P.A.S. posiada obronę sektorową (pozwalającą na skuteczne bronienie się przed uderzeniami, szczególnie w warunkach słabej widoczności) i schematy pracy uderzeniowej w formacie „bij-ciągnij-pchaj”, oraz niestandardową pracę uderzeniową (dłonie, przedramiona, uderzenia szokujące).

## Walka na ziemi
Walka na ziemi w systemie S.P.A.S. polega na realizacji założeń taktycznych systemu, a więc na jak najszybszym wyjściu z tej płaszczyzny walki oraz na unieszkodliwieniu przeciwnika. Techniki walki systemu S.P.A.S. w parterze zawierają ucieczki i prace pozycjami, techniki utrzymań, duszeń, dźwigni na ręce, nogi i kręgosłup, ataki na czułe punkty ciała przeciwnika, uderzenia, posługiwanie się różnego rodzaju bronią oraz obronę przeciwko przeciwnikowi uzbrojonemu w różnoraką broń/niebezpieczne narzędzie. Program podzielony jest na trzy stopnie szkoleniowe.
Walka z wykorzystaniem broni podręcznej S.P.A.S. (kubotan, pałka, gaz obronny) bazuje na elementach walki wręcz oraz walki nożem. Techniki działania bronią podręczną wykorzystuje się w połączeniu z obroną sektorową, seryjną pracą uderzeniową, aktywnym wykorzystaniem takich elementów jak chwyty, uderzenia i przytrzymania. Wykorzystanie podręcznej broni nie powodujące śmiertelnych obrażeń jest, zdaniem twórców systemu, najbardziej niezawodnym sposobem samoobrony na ulicy.

## Walka nożem[6][7]
Walka nożem S.P.A.S. składa się z trzech obszarów:
1. sportowej walki nożem – sportowa formuła z wykorzystaniem broni treningowej. W tej formie odbywają się zawody sportowe.
2. wykorzystania noża w walce ulicznej (samoobrona z nożem dla cywilów w sytuacjach skrajnego zagrożenia życia albo zdrowia, algorytmy wykorzystania noża w walce).
3. specjalnej walki nożem (łączącej w sobie wszystkie aspekty wojskowego wykorzystania noża w różnych sytuacjach bojowych).

Cechą systemu jest obowiązkowa nauka podstaw walki wręcz w celu przejścia od sportowej walki nożem do wykorzystania noża w walce ulicznej. 
Technika walki nożem ma kilka charakterystycznych dla systemu S.P.A.S. cech. W obronie, poza klasycznym zbiciem ręki atakującej i innych typowych form obrony, są także szeroko wykorzystywane takie techniki obronne jak „klin” i „wstawka” pozwalające na przejścia do zwarcia z kontrolą uzbrojonej ręki przeciwnika (poprzez chwyt lub utrzymanie). Rozdział sportowy łączy w sobie szeroki arsenał zmyłek, schematów ataków seryjnych ze zmianą poziomów i głębokości. Wykorzystywane są także kroki ze zmianą kąta oraz aktywne manewrowanie. W walce ulicznej praca nożem jest połączona z obroną sektorowa. Szczególną uwagę zwraca się na techniki wydobycia noża oraz nie powodujące śmiertelnych obrażeń sposoby walki. Techniki są dobrane tak, aby mogły być zastosowane w ramach obowiązującego prawa, nie przekraczając zakresu obrony koniecznej. 

## S.P.A.S. w Rosji
Szkoła S.P.A.S. prowadzona przez twórcę systemu Konstantina Vojushina aktywnie bierze udział jako uczestnik i organizator różnych zawodów ze sportowej walki nożem, zarówno na terenie Rosji jak i krajów WNP. Od 2003 roku przedstawiciele szkoły S.P.A.S. byli zwycięzcami większości dużych turniejów ze sportowej walki nożem w Rosji. Szkoła S.P.A.S. wytrenowała ponad 20 mistrzów – medalistów w turniejach walki nożem i jest liderem wśród klubów walki nożem w krajach WNP.
Międzynarodowa Federacja S.P.A.S., ang. International S.P.A.S. Federation (ISF), powstała w 2014 r., w celu popularyzacji systemu S.P.A.S. poza granicami Rosji i państw bloku byłego WNP. Prezesem organizacji został twórca systemu Konstantin Vojushin, a wiceprezesem Bartłomiej Mendak.

## S.P.A.S. w Polsce
Rozwój S.P.A.S. w Polsce wiąże się z działalnością klubu Sambo System Polska (obecnie SSP Fight Club - w skrócie SSP) w Warszawie. Pierwsza wizyta w Polsce Konstantina Vojushina w 2008 roku w klubie SSP zapoczątkowała współpracę moskiewskiego klubu S.P.A.S. i warszawskiego klubu SSP, w ramach której rozpoczęto popularyzację systemu w Polsce. W 2016 roku powstała Polska Federacja S.P.A.S. (PFS). 